# Gare de Besançon Franche-Comté TGV
Ne doit pas être confondu avec Gare de Besançon-Viotte ou Gare de Besançon-Mouillère.
La gare de Besançon Franche-Comté TGV est une gare ferroviaire française située sur le territoire de la commune des Auxons, à environ dix kilomètres au nord-ouest de Besançon, dans le département du Doubs, en région Bourgogne-Franche-Comté. Implantée sur la branche Est de la ligne à grande vitesse Rhin-Rhône, elle dessert l’agglomération bisontine ainsi qu’un large bassin régional, en assurant des liaisons à grande vitesse vers Paris, Strasbourg, Lyon, Marseille, Montpellier, Nice ou encore Francfort-sur-le-Main.
Les travaux de construction ont débuté le 30 avril 2009, pour un coût estimé à 32 millions d’euros. La gare a été inaugurée officiellement le 1er décembre 2011, avant sa mise en service commerciale le 11 décembre 2011, en même temps que l’ouverture de la LGV Rhin-Rhône. Conçue par l’architecte Jean-Marie Duthilleul, la gare se distingue par une architecture contemporaine respectueuse de l’environnement, certifiée haute qualité environnementale, intégrant notamment une chaudière à bois, des panneaux solaires et un puits canadien.
En 2024, la gare a enregistré une fréquentation annuelle de 758 431 voyageurs.

## Situation ferroviaire

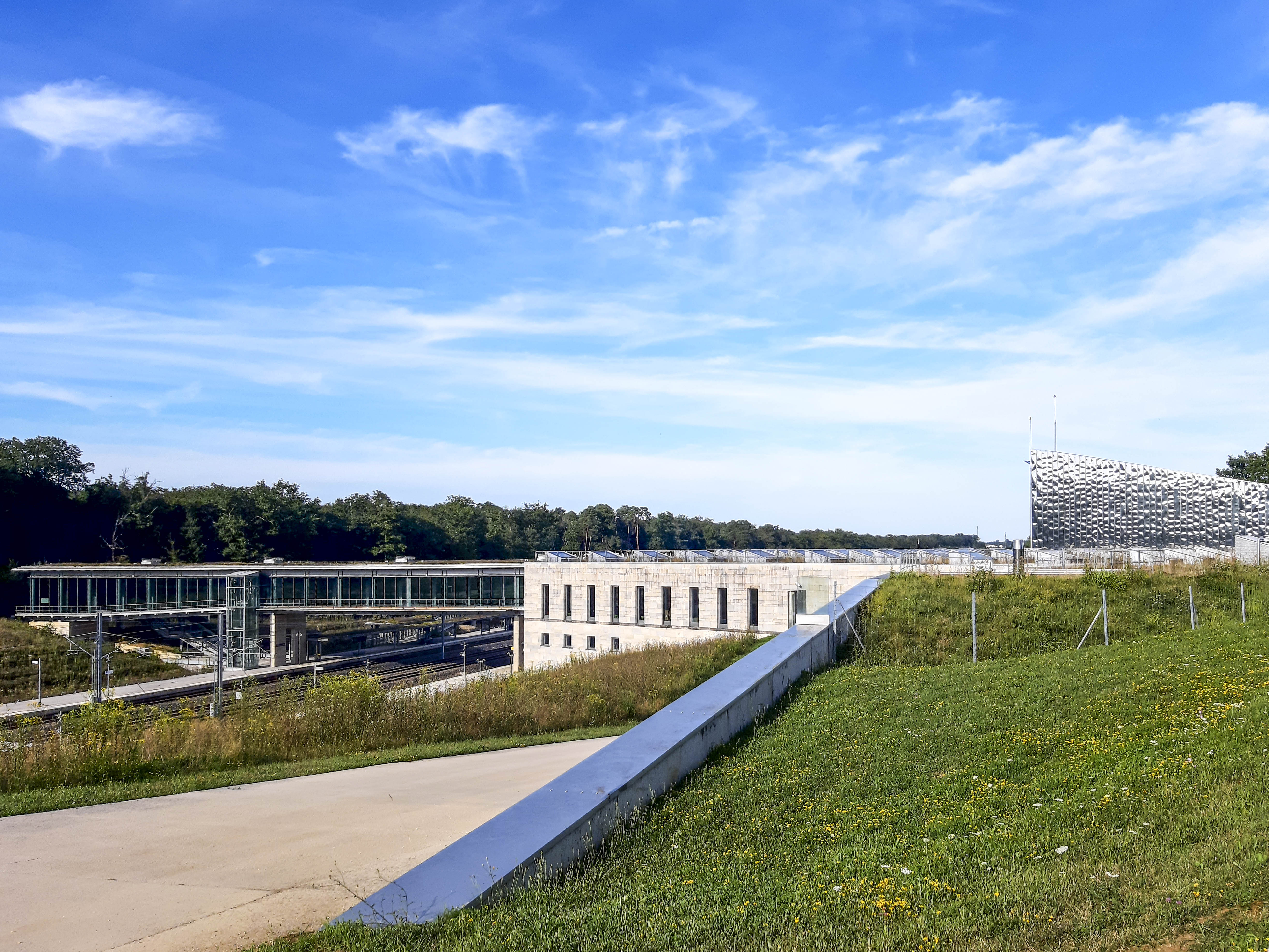
La gare de Besançon Franche-Comté TGV dans son environnement.

Établie à 228 mètres d'altitude, la gare de Besançon Franche-Comté TGV est située au point kilométrique (PK) 51,969 de la ligne Rhin-Rhône (LGV) et au PK 418,483 de la ligne de Besançon-Viotte à Vesoul.
Elle se trouve intégralement sur le territoire de la commune des Auxons, au sein d'un massif forestier dénommé bois du Pasquier dans sa partie ouest et Grand Bois dans sa partie est.

## Histoire
Sa mise en service est effective depuis le 11 décembre 2011, en même temps que la gare de Belfort - Montbéliard TGV.

### Choix du site
Durant la campagne pour les élections municipales à Besançon en 2001, l'emplacement de la future gare TGV avait suscité de nombreux débats politiques. Les élus Verts, opposés au projet au profit d'une gare en centre-ville, obtinrent de la nouvelle équipe municipale l'organisation d'un référendum local sur cette question, qui fut organisé le 6 novembre 2001. Avec un taux de participation de 40 %, les Bisontins rejetèrent à 70 % la proposition de création de la gare TGV d'Auxon, au profit d'une desserte exclusive de la gare de Besançon-Viotte. Toutefois, la topographie singulière de la ville de Besançon qui permettrait difficilement le passage de la LGV en zone urbaine a été mise en avant et le choix de la gare des Auxons fut décidé, la création de cette gare extérieure s'avérant plus raisonnable et moins coûteuse à court terme, ceci a justifié le choix de son emplacement. En revanche, les élus ont obtenu de la SNCF une liaison ferroviaire entre les deux gares, qui permet à la gare de Besançon-Viotte de conserver une desserte par TGV pour certaines destinations (5 TGV quotidiens aller/retour).

### Travaux de construction

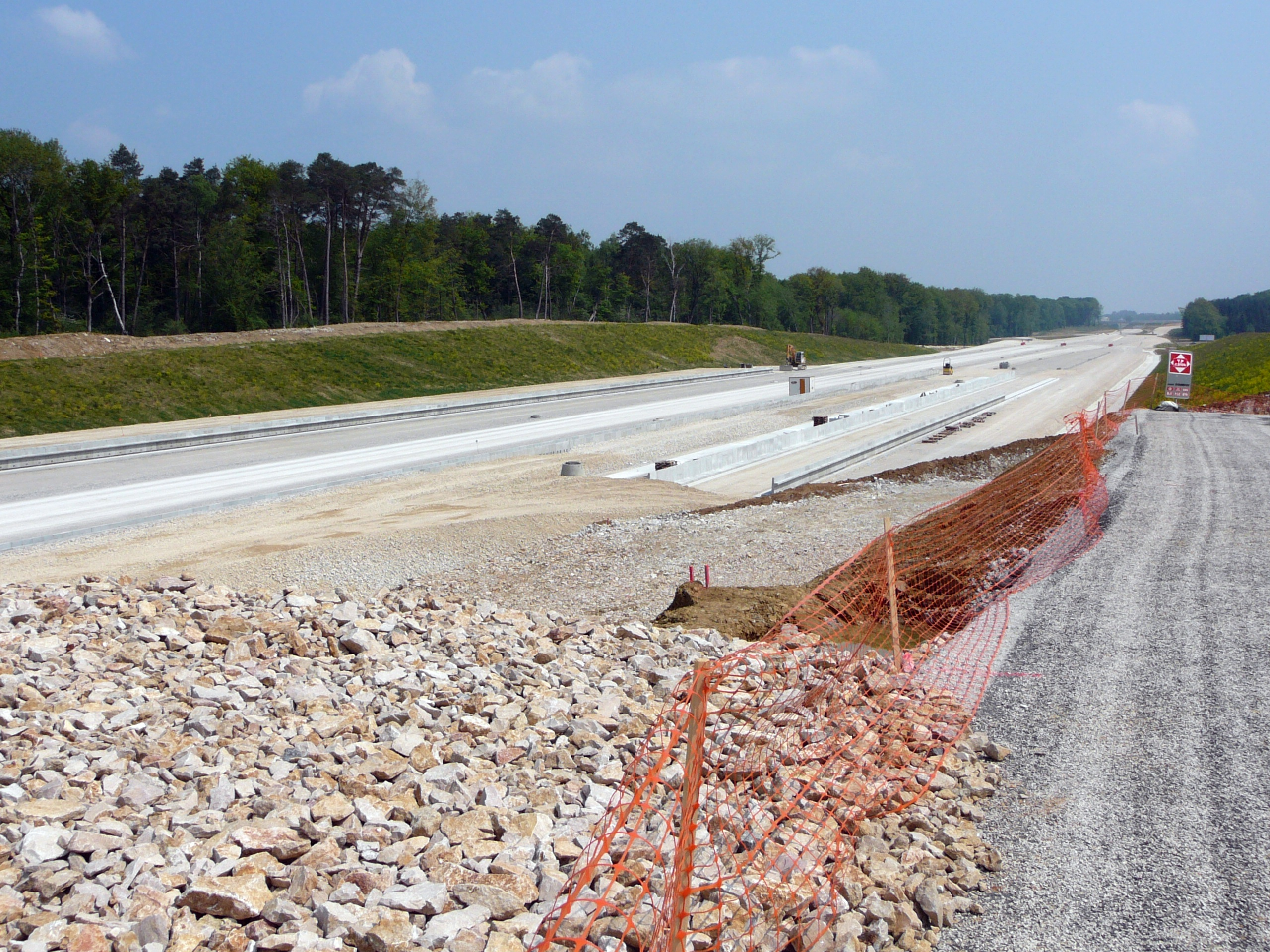
Le chantier de construction de la gare en mai 2009.

Les travaux de construction de la gare ont été officiellement lancés le 30 avril 2009, en présence du président de la SNCF, Guillaume Pepy, et de nombreux élus locaux. Les coûts de construction de la gare sont estimés à 32 millions d'euros, supportés par la SNCF et RFF. Le 1er février 2010, le ministre de la relance Patrick Devedjian se rend sur le chantier pour constater la progression des travaux qui ont bénéficié d'une anticipation de 7 millions d'euros pour les deux gares nouvelles de la LGV Rhin-Rhône. Les travaux sont terminés en octobre 2011.
La gare a été inaugurée le 1er décembre 2011 par Nathalie Kosciusko-Morizet, ministre de l'Écologie, du Développement durable, des Transports et du Logement et par Guillaume Pepy, président de la SNCF.

## Architecture
Les architectes chargés du projet de la gare TGV de Besançon ont travaillé sous la direction de Jean-Marie Duthilleul, directeur de l'aménagement à la SNCF, par le biais du bureau d'études AREP. Les axes forts du projet ont été l'intégration dans le paysage et les performances environnementales.

### Plan de voies de la gare
|  |  |  |  |  |  |  |  |  |  |  | Vers Belfort - Montbéliard TGV / Mulhouse / Strasbourg |
|  |  |  |  |  |  |  |  |  |  |  |                                                        |
|  |  |  |  |  |  |  |  |  |  |  | Raccordement Ouest vers Besançon-Viotte et liaison TER |
|  |  |  |  |  |  |  |  |  |  |  |                                                        |
|  |  |  |  |  |  |  |  |  |  |  |                                                        |
|  |  |  |  |  |  |  |  |  |  |  |                                                        |
|  |  |  |  |  |  |  |  |  |  |  |                                                        |
|  |  |  |  |  |  |  |  |  |  |  |                                                        |
|  |  |  |  |  |  |  |  |  |  |  |                                                        |
|  |  |  |  |  |  |  |  |  |  |  |                                                        |
|  |  |  |  |  |  |  |  |  |  |  |                                                        |
|  |  |  |  |  |  |  |  |  |  |  |                                                        |
|  |  |  |  |  |  |  |  |  |  |  |                                                        |
|  |  |  |  |  |  |  |  |  |  |  |                                                        |
|  |  |  |  |  |  |  |  |  |  |  |                                                        |
|  |  |  |  |  |  |  |  |  |  |  |                                                        |
|  |  |  |  |  |  |  |  |  |  |  |                                                        |
|  |  |  |  |  |  |  |  |  |  |  |                                                        |
|  |  |  |  |  |  |  |  |  |  |  |                                                        |
|  |  |  |  |  |  |  |  |  |  |  | Vers Dijon / Paris-Gare-de-Lyon                        |
|  |  |  |  |  |  |  |  |  |  |  |                                                        |

### Aspect

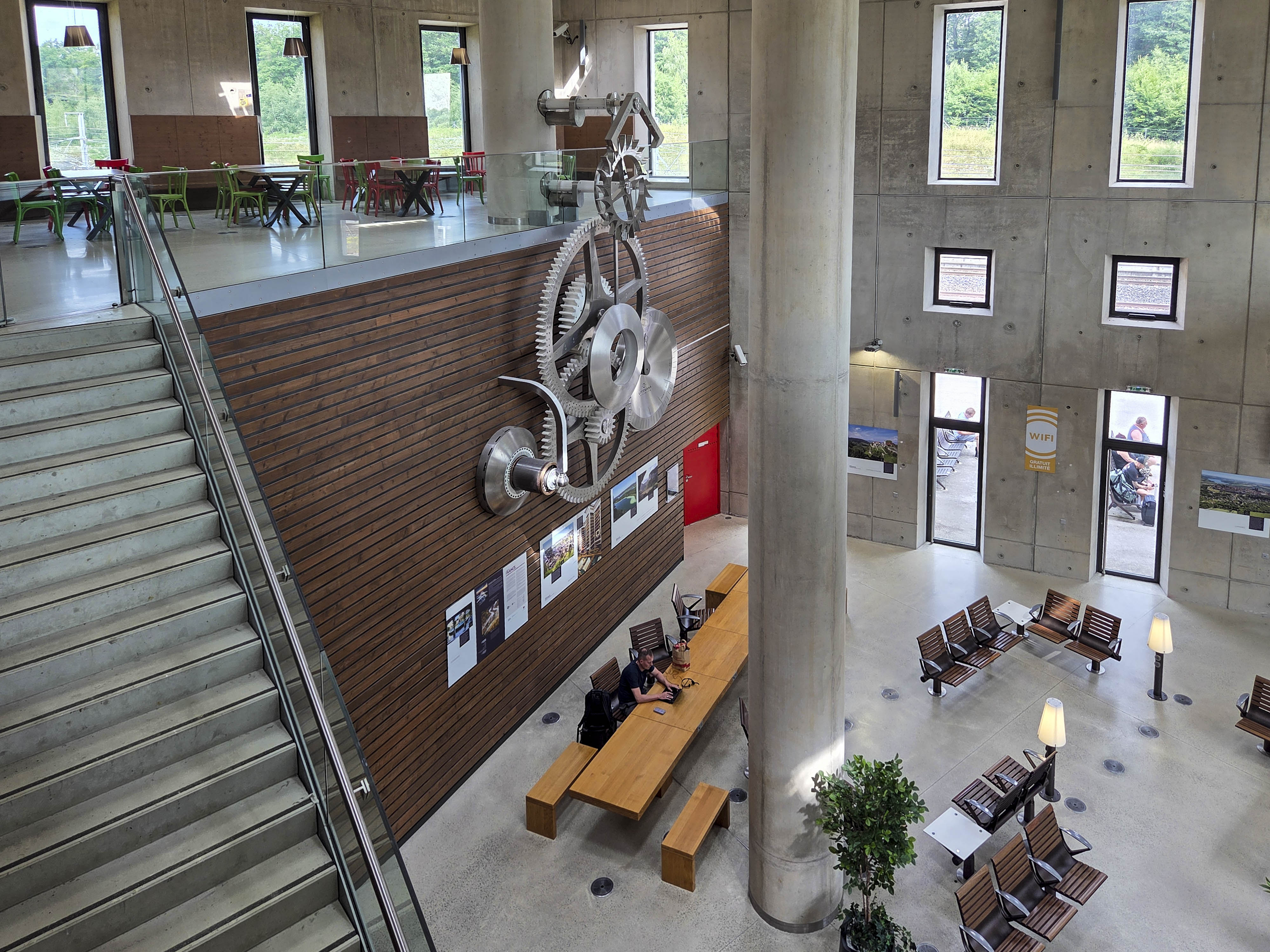
Le hall de la gare et son horloge monumentale.

La gare, située dans un espace boisé, est semi-enterrée et ses toitures végétalisées, l'objectif étant qu'elle se fonde dans le paysage. Ses façades en pierre sont agrémentées de petites ouvertures verticales, faisant référence à l'architecture de Vauban qui a construit les fortifications de Besançon. La salle des pas perdus est agrémentée d'une horloge imposante, dénommée Matrice, d'un poids de 5,5 tonnes et mesurant 6,23 mètres de haut et alimentée par un moteur de TGV, en référence au passé horloger de Besançon.

### Performances environnementales
La gare est protégée par une toiture végétale équipée de panneaux photovoltaïques qui doivent couvrir 38 % des consommations en électricité. Un puits canadien permet de réguler la température intérieure du bâtiment. Une chaufferie bois assure 90 % des besoins en chauffage tandis que 30 % de la production d'eau chaude sanitaire est assurée par une station solaire alimentée par des capteurs. La toiture, orientée plein sud, permet de bénéficier de la lumière du soleil, limitant le recours à l'éclairage artificiel.
La gare a été certifiée NF Bâtiments Tertiaires - Démarche HQE et bénéficie du label BBC Effinergie (Bâtiment Basse Consommation).

### Aménagements extérieurs

#### Parkings et intermodalité

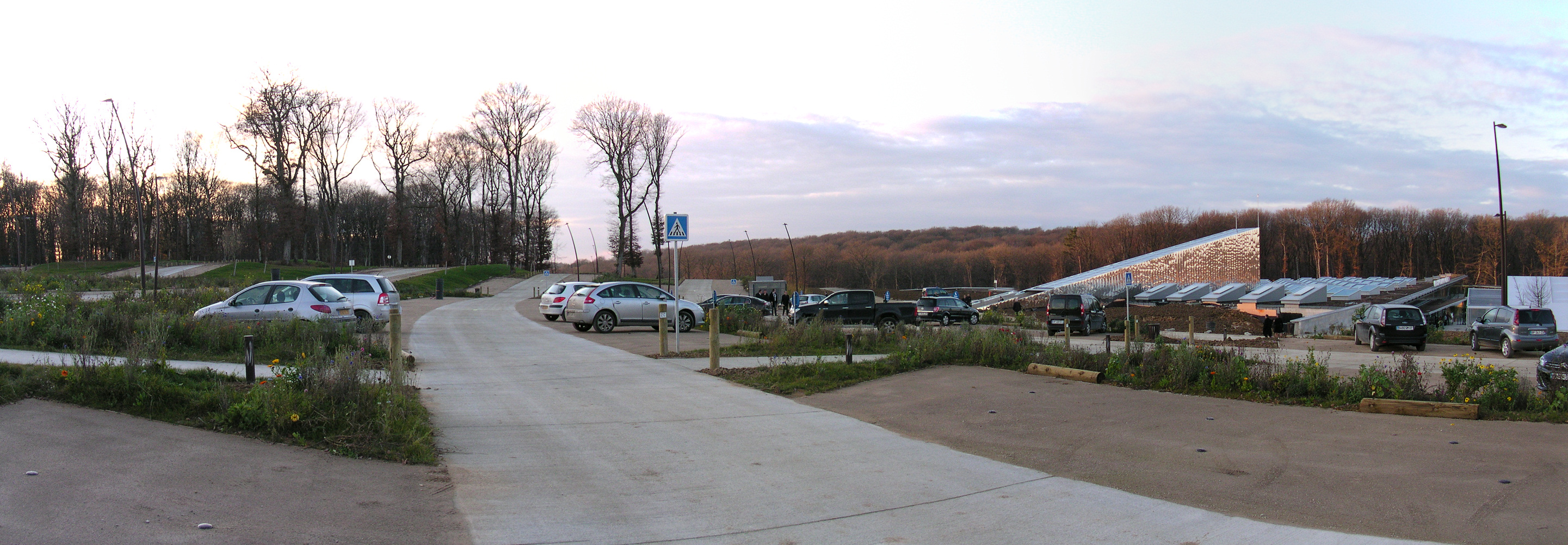
Parking de la gare le jour de son inauguration. Sur la droite, le bâtiment voyageurs.

Un parking de 1 000 places situé au sud de la gare a été conçu en concertation avec l'Office national des forêts pour conserver des massifs forestiers au sein de l'aire de stationnement : 188 arbres ont ainsi été préservés. Le parking se décompose en un parking ouest pour véhicules particuliers de 431 places, un parking centre pour véhicules particuliers de 474 places et un parking de 100 places pour les loueurs de véhicules. Le parvis de gare est équipé d'un parking pour vélos, d'un parking moto gratuit, d'un parking pour personnes à mobilité réduite, d'un parking taxi et d'un dépose bus.

#### Parc tertiaire
L'aménagement d'un parc d'activités tertiaires sous forme de ZAC, d'une surface de 25 hectares, a été décidée par Grand Besançon Métropole. La zone, dénommée « La Nouvelle-Ère », est située sur la commune des Auxons, entre la gare et la route départementale 1. Les premières implantations ont eu lieu en 2017, avec l'objectif d'atteindre à terme une surface totale de 90 000 m2 de locaux et bureaux et 3 500 emplois.

## Fréquentation
La fréquentation de la gare est détaillée dans le tableau ci-dessous :
| Année                      | 2015    | 2016    | 2017    | 2018    | 2019    | 2020    | 2021    | 2022    | 2023    | 2024    |
| -------------------------- | ------- | ------- | ------- | ------- | ------- | ------- | ------- | ------- | ------- | ------- |
| Voyageurs                  | 689 453 | 682 900 | 712 656 | 641 643 | 657 453 | 349 723 | 501 306 | 618 834 | 739 282 | 667 419 |
| Voyageurs et non voyageurs | 783 470 | 776 023 | 809 837 | 729 140 | 747 106 | 397 413 | 569 666 | 703 220 | 840 093 | 758 431 |

## Accès

### Accès routier
La gare est accessible par la RD 1. L'État, par l'intermédiaire de la DREAL Franche-Comté, s'est chargé de la construction d'un échangeur permettant le raccordement de la RD 1 et de la RN 57 et de la mise à 2x2 voies de la RN 57 entre l'autoroute A36 et Devecey,. L'échangeur autoroutier le plus proche est la sortie  4 Besançon - Saint-Claude de l'A36, située à 7 kilomètres au sud de la gare.

### Accès par transports en commun
La gare est desservie par les lignes Ginko Proxi TGV 1, 2, 3 et 4 du service de transport en commun de Grand Besançon Métropole.

### Accès ferroviaire

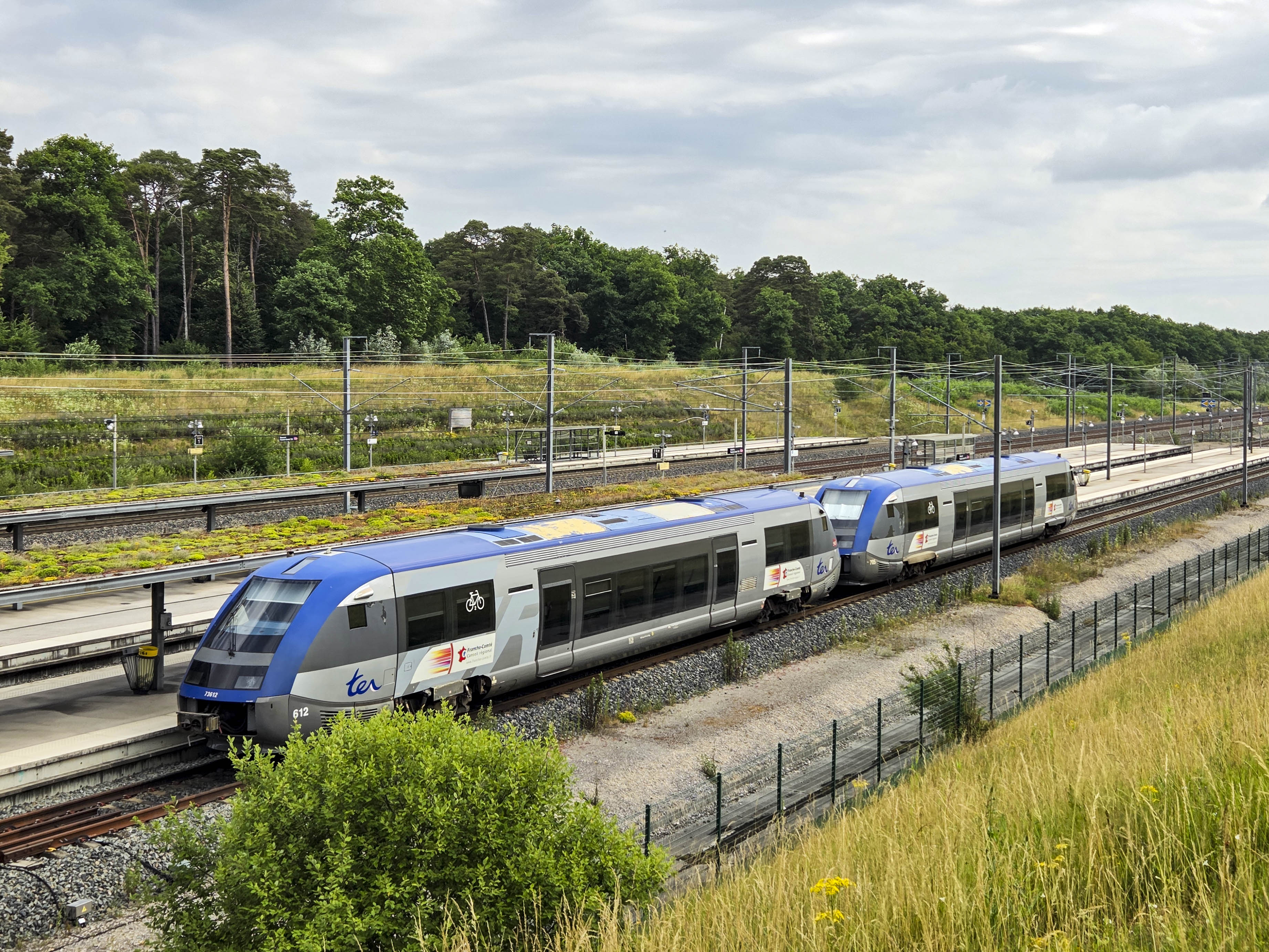
Navette TER en gare.

La ligne de Besançon-Viotte à Vesoul a été réaménagée (remplacement des rails, électrification, réfection des ouvrages d'art, doublement des voies à certains endroits) de 2008 à 2011 sur une section d'une douzaine de kilomètres entre la gare de Besançon-Viotte et Devecey afin d'assurer le raccordement de la LGV Rhin-Rhône avec le réseau ferré existant. Cette ligne est empruntée aussi bien par des TGV que par des TER Bourgogne-Franche-Comté, le trajet entre les deux gares étant estimé à dix minutes. Trois haltes seront construites sur le trajet : une à Miserey-Salines, une à École-Valentin et une au nord de la commune de Besançon appelée Besançon - Portes de Vesoul.

## Service des voyageurs

### Accueil
Gare de la SNCF, elle dispose d'un accueil (ouvert tous les jours de 6 h à 22 h 45), d'automates permettant l'achat de titres de transport (grandes lignes et TER), de toilettes, du Wi-Fi gratuit, d'un défibrillateur et d'autres services pratiques (objets trouvés, distributeur de billets de banque), mais également d'un baby-foot, d'un piano et de distributeurs alimentaires.
Un bar-brasserie et restaurant, Trib's (ouvert tous les jours), vendant également du tabac et de la presse écrite, se trouve dans le hall de la gare.

### Desserte

#### Trains à grande vitesse
- TGV inOui :
  - Besançon-Viotte – Besançon Franche-Comté TGV – Dijon-Ville – Montbard  – Paris-Gare-de-Lyon
  - Francfort-sur-le-Main – Mannheim – Karlsruhe – Baden-Baden  – Strasbourg-Ville – Colmar – Mulhouse-Ville – Belfort - Montbéliard TGV – Besançon Franche-Comté TGV – Chalon-sur-Saône – Lyon-Part-Dieu – Avignon TGV – Aix-en-Provence TGV – Marseille Saint-Charles
  - Luxembourg – Thionville – Metz-Ville – Strasbourg-Ville – Colmar – Mulhouse-Ville – Belfort - Montbéliard TGV – Besançon Franche-Comté TGV – Dijon-Ville – Chalon-sur-Saône – Lyon-Part-Dieu – Valence TGV – Nîmes – Montpelllier-Saint-Roch
  - Mulhouse-Ville – Belfort - Montbéliard TGV – Besançon Franche-Comté TGV – Dijon-Ville  – Paris-Gare-de-Lyon
  - Nancy-Ville – Strasbourg-Ville – Colmar – Mulhouse-Ville – Belfort - Montbéliard TGV – Besançon Franche-Comté TGV – Dijon-Ville – Mâcon – Beaune – Lyon-Part-Dieu – Avignon TGV – Aix-en-Provence TGV – Marseille Saint-Charles – Toulon – Les Arcs - Draguignan – Saint-Raphaël-Valescure – Cannes – Antibes – Nice-Ville

#### Trains régionaux
- Train Mobigo :
  - Besançon Franche-Comté TGV – École-Valentin – Besançon-Viotte

#### Temps de parcours

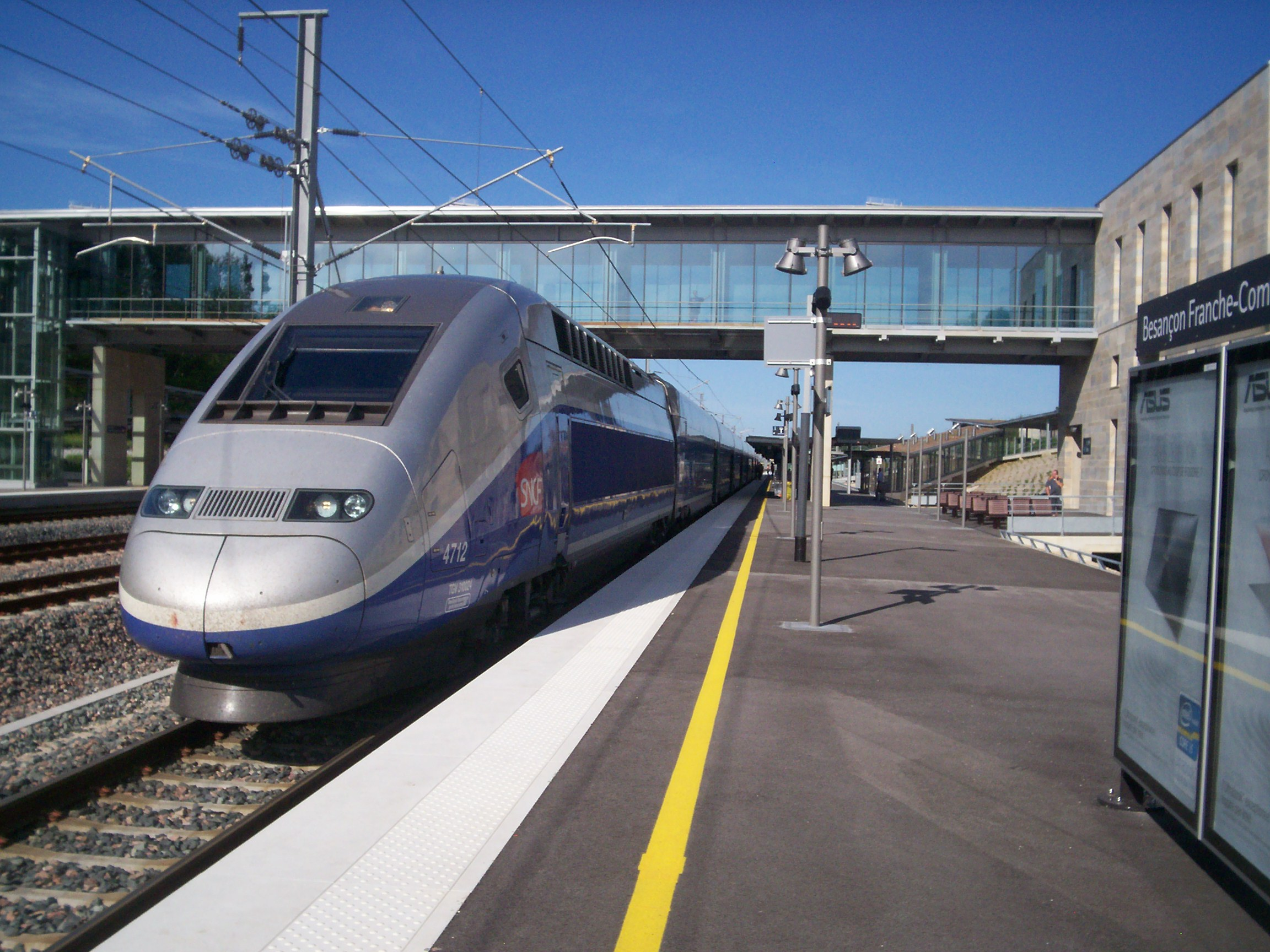
Rame TGV Euroduplex, à destination de la gare de Marseille-Saint-Charles.

Voici les meilleurs temps de parcours en liaison directe depuis la gare de Besançon Franche-Comté TGV, selon les horaires fournis par Voyages SNCF le 29 juin 2025 :
| Nice                      | 7 h 04 |
| Montpellier               | 4 h 11 |
| Francfort                 | 3 h 55 |
| Marseille                 | 3 h 48 |
| Metz                      | 2 h 48 |
| Paris-Gare-de-Lyon        | 2 h 07 |
| Lyon-Part-Dieu            | 1 h 58 |
| Strasbourg                | 1 h 39 |
| Mulhouse                  | 0 h 45 |
| Dijon                     | 0 h 27 |
| Belfort - Montbéliard TGV | 0 h 21 |
| Besançon-Viotte           | 0 h 13 |

#### Cadencement
- Dijon : 11 A/R par jour.
- Mulhouse : 11 A/R par jour.
- Paris : 7 A/R par jour.
- Lyon : 6 A/R par jour.
- Strasbourg : 5 A/R par jour.
- Marseille : 4 A/R par jour.
- Montpellier : 2 A/R par jour.

Les trains au départ de cette gare permettent également d'atteindre celles d'Aix-en-Provence TGV, Antibes, Les Arcs - Draguignan, Avignon TGV, Belfort - Montbéliard TGV, Cannes, Chalon-sur-Saône, Francfort-sur-le-Main, Luxembourg, Mâcon-Ville, Mannheim, Metz-Ville, Nancy-Ville, Nice-Ville, Nîmes, Saint-Raphaël-Valescure, Thionville, Toulon et Valence TGV.